# تپه چال سرنجه ۲
تپه چال سرنجه ۲ مربوط به دوره اشکانیان تا دوره ساسانیان - سدهٔ ۷ ه‍.ق است و در شهرستان بروجرد، بخش مرکزی، دهستان همت‌آباد، ۱۰۰۰ متری جنوب جهان‌آباد واقع شده و این اثر در تاریخ ۲۸ اسفند ۱۳۸۵ با شمارهٔ ثبت ۱۸۳۸۶ به‌عنوان یکی از آثار ملی ایران به ثبت رسیده‌است.